# 戈勒姆岩洞
戈勒姆岩洞是位在英國海外領土直布羅陀的海蝕洞。它被認為是歐洲最後一個已知尼安德特人的居住區之一。因為此重要性，於2016年被聯合國教科文組織列入世界文化遺產，是在直布羅陀的唯一一個世界遺產。
它位於直布羅陀巨巖的東南面。大約55000年前，人類第一次居住時，距離海岸大約5公里，但由於海平面的變化，現在離地中海只有幾公尺的距離。

## 世界遺產
該遺址於2016年7月15日被聯合國教科文組織列為世界遺產，是直布羅陀唯一的世界遺產。

## 外部連結
- Alfano S 尼安達塔人的持續存在的時間更長了嗎？[] CBS News, 13 Sep 2006
- 在戈勒姆洞穴中發現了岩畫 （页面存档备份，存于） （西班牙文）
- 從直布羅陀博物館網站看戈勒姆洞穴的歷史
- 關於戈勒姆岩洞的最新信息，來自直布羅陀博物館網站。
- Stringer CB, Finlayson JC, Barton RN,  et al. . Proc. Natl. Acad. Sci. U.S.A. September 2008, 105 (38): 14319–24  [2018-08-05]. Bibcode:2008PNAS..10514319S. PMC 2567146 . PMID 18809913. doi:10.1073/pnas.0805474105. （原始内容存档于2020-06-10）.
- Rodriguez-Vidal, J.; d'Errico, F.; Giles Pacheco, F.; Blasco, R.; Rosell, J.; Jennings, R.P.; Queffelec, A.; Finlayson, G.; Fa, D.A.; Gutierrez Lopez, J.M.; Carrion, J. S.; Negro, J.J.; Finlayson, S.; Caceres, L.M.; Bernal, M.A.; Fernandez Jimenez, S.; Finlayson, C. . Proceedings of the National Academy of Sciences. 2014, 111: 13301–06. Bibcode:2014PNAS..11113301R. ISSN 0027-8424. PMC 4169962 . PMID 25197076. doi:10.1073/pnas.1411529111.